# 1800 год в театре
1800 год в театре

## События
- 30 июня — в Бергамо открылся Новый театр[англ.], возведённый по проекту архитектора Джованни Франческо Луккини[англ.] на месте прежнего, существовавшего с 1784 года и сгоревшего в 1797 году.
- Сентябрь — в Петербурге частный Немецкий театр Жозефа Мирэ временно перешёл в ведомство дирекции Императорских театров. Согласно пожеланию Павла I, директором театра был назначен Август фон Коцебу. Всего полгода спустя, сразу после убийства императора, драматург навсегда покинул пределы России.

### Постановки
- 22 марта — в Париже, на сцене Театра Республики состоялась премьера исторической комедии Непомюсена Лемерсье «Пинто, или День заговора[фр.]» (в главных ролях — Франсуа-Жозеф Тальма, Монвель и Шарлотта Ванхов[фр.]).
- 14 июня — в Веймаре на сцене Придворного театра состоялась премьера трагедии Фридриха Шиллера «Мария Стюарт» (Елизавета — Каролина Ягеман, Мария — Фос).
- 16 сентября — в Париже на сцене Опера-Комик состоялась премьера оперы Адриена Буальдьё «Калиф Багдадский[англ.]», первый крупный успех композитора.

## Деятели театра
- Фридрих Шиллер переводит на немецкий язык «Макбет» Уильяма Шекспира.
- Гильбер де Пиксерекур опубликовал пьесу «Селина, или Дитя тайны».